# 西鉄エム・テック
西鉄エム・テック株式会社（にしてつエム・テック）は、福岡県福岡市に本社を置く日本の企業。西日本鉄道の連結子会社（西鉄グループ）。

## 概要

### 主な事業
- 自動車整備業
- 保険業務
- バス装備品の管理・修理

#### かつて行っていた業務
携帯電話の販売
- NTTドコモ・au・Softbank・WILLCOMの携帯電話販売業務（新規・機種変更）を行っていた。

## 沿革

### 旧・西鉄自動車整備事業
- 1967年（昭和42年） - 自動車整備事業に進出
- 1970年（昭和45年） - 全国初のバス低床車試作[要出典]
- 1980年（昭和55年） - 整備事業として初の黒字達成
- 1982年（昭和57年） - バス全車両の車内冷房化完了
- 1988年（昭和63年） - 桧原分工場の開設
- 1989年（昭和64年・平成元年） - 那の津分工場の開設・全国技能コンクール優勝
- 1990年（平成2年） - 土井分工場の開設・車検回送を営業所整備で実施
- 1991年（平成3年） - 鳥栖工場・赤間工場開設
- 1992年（平成4年） - 恒見工場開設・超低床バスを西鉄北九州線電車代替バスに導入
- 1998年（平成10年） - 大型ノンステップバスの導入
- 2002年（平成14年） - 経営統合の前段階として自動車整備士を西鉄モータースより出向受入れ開始

### 旧・西鉄モータース
- 1967年（昭和42年） - 自動車の修理並びに出光興産特約店としてのガソリンスタンドの経営、軽油潤滑油の販売を主として西鉄モータース株式会社設立。同年、ワンマンバス清掃業務開始に伴いガレージサービス部発足
- 1968年（昭和43年） - 損害保険並びに自動車損害賠償法に基づく保険代理店業を開始
- 1969年（昭和44年） - 日本石油（現・ENEOS）と特約販売店契約を締結
- 1970年（昭和45年） - バス部品部門の業務拡張に伴い商事部に福岡、北九州、久留米、筑豊の各営業所を開設
- 1975年（昭和50年） - アメリカンファミリー生命保険会社と「がん保険代理店契約」を締結　生命保険の分野に進出
- 1980年（昭和55年） - 西鉄北九州線、宮地岳線の電車清掃業務開始
- 1984年（昭和59年） - 西鉄より福岡矢崎サービスの営業権を譲受、自動車計器類（タクシーメーター、タコグラフ）の販売を開始
- 1987年（昭和62年） - 三菱商事と契約、第二電電及び日本テレコムの市外電話サービス開始
- 1988年（昭和63年） - 九州テレメッセージと契約、ポケットベル販売開始
- 1989年（昭和64年・平成元年） - リース部門に自動車及び総合的な物件リース業務開始
- 1991年（平成3年） - ショールーム及び本社事務所を新築、事務所の一元化を図る
- 1993年（平成5年） - 西鉄バスがバスカードを導入したのに伴い、プリペイドカード製造・販売を開始

### 経営統合後
- 2004年（平成16年）7月1日 - 西鉄整備事業本部と西鉄モータースが経営統合、新生「西鉄エム・テック」が発足